# Ричард Котингам
Ричард Котингам (енгл. Richard Cottingham; Бронкс, 25. новембар 1946) је амерички серијски убица из Њу Џерзија који је убијао између 1967. и 1980. године. Добио је надимак Торзо убица због његове навике да својим жртвама уклања делове тела (груди, руке, главу…). Некима би жртвама одрезао главу како жртву полиција не би идентификовала. У једном случају, раскомадао је две проститутке у хотелској соби, те им је одрезао руке и главе. Дана 22. маја 1980. године када се спремао да убије још једну жену у хотелској соби, у томе би и успео да пре него што је жену убио, собарица хотела није дошла у његову собу како би провелила да ли је све у реду. Жена коју се спремао да убије је успела покретима очију да собарици покаже како нешто није уреду. Собарица је дигла панику у хотелу након чега је Ричард кренуо у бег. У бегу га је полиција ухватила. О њему је написано неколико књига. Званично је Котингаму приписано 6 убистава, но постоји занимљивост у вези са његовим случајем. Многи криминалисти му покушавају приписати скоро 100 жртава, но сам Котингам је у једној посети новинара тврдио како је убио чак 85 особа. Није желео да призна када је почео убијати људе, али је рекао да је почео убијати више од 10 година пре првог убиства које је њему приписано. Котингам је осуђен на доживотни затвор и тренутно се налази у државном затвору Њу Џерзија у граду Трентону. Једном је рекао како је желео да буде најбољи серијски убица.